# سیارک ۲۰۵۲
سیارک ۲۰۵۲ (به انگلیسی: 2052 Tamriko، نامگذاری:1976UN) دو هزار و پنجاه و دومین سیارک کشف شده‌است که در ۲۴ اکتبر ۱۹۷۶ کشف شد.
قدر مطلق سیارک برابر ۱۰٫۴۸ است.